# Terres Inovia
Terres Inovia est un institut technique agricole assurant des missions de recherche et développement en agriculture, dans le secteur des protéagineux et oléagineux, créé en 2015 par fusion de deux instituts. 

## Historique

### Les instituts techniques du secteur avant 2015

#### Secteur des oléagineux: le GIOM, puis le CETIOM
Le Groupement interprofessionnel des oléagineux métropolitains (GIOM) est créé par une loi en 1941. En 1957, il se transforme en Centre technique interprofessionnel des oléagineux métropolitains (CETIOM).
Le CETIOM, dans les années 1980, dispose de 145 personnes, basées à Paris au siège, dans un bureau régional de développement (8 sites) ou un centre d'essais (10 sites). 
En 2011, le CETIOM fusionne avec l'Institut technique du chanvre (ITC) qui fonctionnait avec trois collaborateurs et un budget de 300 000 euros.

### À partir de 2015, un institut technique unique
Terres Inovia est créé en juin 2015 par fusion du CETIOM, qui travaillait sur les cultures oléagineuses et de l'UNIP, qui travaillait sur les cultures protéagineuses.

## Missions
Terres Inovia reprend les missions, structures et partenariats des deux instituts précédents (voir par exemple l'actualisation des noms dans l'arrêté du 18 juin 2015). Les recherches sont menées sur la production et valorisation des cultures colza, tournesol, soja, lin oléagineux, pois, féverole, lupin, chanvre. D'autres cultures oléagineuses anecdotiques sont testées pour leur potentiel en huile ou protéine, et provenant du monde entier.
Le financement principal est la CVO (cotisation volontaire obligatoire, une taxe sur chaque récolte).
En mars 2021, Terres Inovia lance  "Cap Protéines".